# Marc Keller
Marc Keller (Colmar, 14 gennaio 1968) è un dirigente sportivo ed ex calciatore francese, di ruolo centrocampista o attaccante,  presidente dello Strasburgo.

## Carriera

### Club
Centrocampista e seconda punta; ha giocato in patria per quattro anni nel Mulhouse e per cinque nello Strasburgo, prima di passare ai tedeschi del Karlsruhe. Nel 1998 si è trasferito agli inglesi del West Ham Utd, che dopo due stagioni lo hanno ceduto in prestito al Portsmouth; ha concluso la carriera nei Blackburn nel 2002.

### Nazionale
Tra il 1995 ed il 1998 ha fatto parte della Nazionale francese con la quale ha disputato 6 incontri segnando una rete (in occasione della partita contro il Brasile terminata 1-1 nel Torneo di Francia, quadrangolare del 1997).

### Dirigente sportivo
Una volta terminata la carriera agonistica è divenuto direttore generale del Monaco e dello Strasburgo.

## Palmarès

### Club

#### Competizioni internazionali
- Coppa Intertoto UEFA: 3

Strasburgo: 1995
Karlsruhe: 1996
West Ham: 1999